# Лабутин, Иван Вячеславович
Иван Вячеславович Лабутин (20 марта 1959, Вязники, Владимирская область — 27 мая 2007, Кстово, Нижегородская область) — российский легкоатлет, специалист по сверхмарафону и суточному бегу. Выступал на профессиональном уровне в середине 1990-х — начале 2000-х годов, чемпион России, многократный призёр первенств всероссийского значения, участник ряда крупных международных стартов. Мастер спорта России международного класса.

## Биография
Иван Лабутин родился 20 марта 1959 года в городе Вязники Владимирской области. В детстве имел слабое здоровье и по рекомендации врачей пропускал уроки физкультуры.
Во время учёбы в техникуме под руководством преподавателя Ю. И. Боровкова начал заниматься лыжными гонками. Впоследствии работал на Вязниковском заводе автотракторной осветительной арматуры, сначала слесарем, позднее методистом производственной гимнастики. Одновременно с этим вёл занятия в ГПТУ № 20. Заочно окончил факультет физического воспитания Владимирского государственного педагогического института. Стал одним из организаторов и активных членов местного бегового клуба «Факел».
В 1992 году во время поездки на велосипеде был сбит грузовиком и получил серьёзные травмы, но сумел восстановиться и продолжил участвовать в различных пробегах. Бегал марафоны, 100-километровые сверхмарафоны, участвовал в соревнованиях по суточному бегу.
Первого серьёзного успеха на всероссийском уровне добился в сезоне 1995 года, когда на чемпионате России по суточному бегу в Подольске преодолел больше 267 км и завоевал бронзовую награду. Также стал обладателем Кубка Европы по двухсуточному бегу, где пробежал более 518 км.
В 1996 году с результатом в 244 км выиграл серебряную медаль на соревнованиях в Москве, с результатом 252 км получил серебро на чемпионате России по суточному бегу по шоссе в Санкт-Петербурге, прошедшем в рамках 10-го традиционного пробега «Испытай себя».
В 1999 году в суточном беге занял 14-е место на соревнованиях в Москве, взял бронзу на чемпионате России на шоссе в Санкт-Петербурге.
В 2000 году с результатом в 241 км стал серебряным призёром на чемпионате России по суточному бегу на стадионе в Москве, прошедшем в рамках IX сверхмарафона «Сутки бегом». Отметился выступлением в сверхмарафоне «Бэдуотер» в калифорнийской Долине Смерти.
В 2001 году в суточном беге на стадионе одержал победу на чемпионате России в Москве в рамках X сверхмарафона «Сутки бегом», преодолев дистанцию в 243 км. Принимал участие в чемпионате мира по суточному бегу в итальянской коммуне Сан-Джованни-Лупатото, где занял 14-е место и установил свой официально ратифицированный личный рекорд — 219 422 метра.
В 2002 году на XI сверхмарафоне «Сутки бегом» и проводившемся одновременно чемпионате России на стадионе с результатом в 183 км закрыл двадцатку сильнейших.
За выдающиеся спортивные достижения удостоен почётного звания «Мастер спорта России международного класса».
Жена Людмила Александровна, сыновья Анатолий и Михаил.
27 мая 2007 года во время 15-километрового пробега в Кстово на 14-м километре почувствовал себя плохо и был доставлен в местную больницу, где вскоре скончался. По заключению врачей, причиной смерти стал оторвавшийся тромб в лёгочном сосуде.